# Марков, Феоктист Георгиевич
Феоктист Георгиевич Марков (17.1.1919, д. Яр, Тюменский уезд, Тобольская губерния, РСФСР — 24.9.1996) — наводчик противотанкового ружья 281-го истребительно-противотанкового дивизиона 20-й стрелковой дивизии 28-й армии 1-го Белорусского фронта, рядовой; разведчик-наблюдатель взвода управления 281-го истребительно-противотанкового дивизиона 20-й стрелковой дивизии 28-й армии 3-го Белорусского фронта, ефрейтор.

## Биография
Родился 17 января 1919 года в деревне Яр Тюменского уезда (ныне — Тугулымский район Свердловской области) в семье крестьянина. Русский.
Окончил 4 класса. Трудился в колхозе. Член ВКП(б)/КПСС с 1944 года.
В Красной Армии с 1940 года. Участник Великой Отечественной войны с июня 1941 года. В боях с немецкими захватчиками был дважды ранен.
Наводчик противотанкового ружья 281-го истребительно-противотанкового дивизиона рядовой Феоктист Марков 30 июня 1944 года в бою за деревню Исерна из противотанкового ружья подавил пушку. Был ранен, но продолжал сражаться. Первым ворвался в траншею врага и сразил двоих солдат. Приказом от 26 июля 1944 года «за образцовое выполнение заданий командования в боях с немецко-фашистскими захватчиками» красноармеец Марков Феоктист Георгиевич награждён орденом Славы 3-й степени.
Разведчик-наблюдатель взвода управления того же дивизиона, дивизии, армии ефрейтор Феоктист Марков 25 октября 1944 года в бою на территории Восточной Пруссии гранатами ликвидировал пулемет с расчетом, находившимся в дзоте. Приказом от 18 декабря 1944 года «за образцовое выполнение заданий командования в боях с немецко-фашистскими захватчиками» ефрейтор Марков Феоктист Георгиевич награждён орденом Славы 2-й степени.
29 января 1945 года в бою за город Фридланд Феоктист Марков был ранен, но не покинул поля боя, огнём из личного оружия истребил семерых вражеских солдат, одного взял в плен. Указом Президиума Верховного Совета СССР от 29 июня 1945 года «за образцовое выполнение заданий командования в боях с немецко-фашистскими захватчиками» ефрейтор Марков Феоктист Георгиевич награждён орденом Славы 1-й степени, став полным кавалером ордена Славы.
Награждён также орденами Отечественной войны 1-й степени (06.04.1985), медалями, в том числе «За отвагу» (08.08.1943). Имя Феоктиста Георгиевича Маркова занесено в Книгу Почета совхоза «Яровской».
В 1946 году демобилизован из Вооруженных Сил СССР. Жил в родной деревне. Работал в колхозе, затем заведующим животноводческой фермы. Неоднократно был участником ВДНХ.
Скончался 24 сентября 1996 года.